# Thongwa Dönden
Karmapa
Deshin Shekpa Chödrak Gyatso
Thongwa Dönden (tibétain : མཐོང་བ་དོན་ལྡན, Wylie : mthong ba don ldan, (16 mars 1416 - 1453) est le 6e Karmapa.

## Biographie
Thongwa Dönden est né le 8e jour du 2e mois de l'année du singe de feu mâle (16 mars 1416) à Ngamtod She Kyong près du monastère de Karma Gön dans le Kham, une ancienne province du Tibet.  Sa mère l'emmena faire l'aumône, il n'avait qu'un mois. Rencontrant à cette occasion Ngompa Chadral, un disciple du précédent Karmapa, l'enfant lui sourit. Alors que Ngompa Chadral lui demanda son nom, l'enfant se leva et répartit : « Je suis le Karmapa ». Ngompa Chadral le conduisit au monastère de Karma Gön, un des principaux monastères du Karmapa. À l'âge de 3 ans, Thongwa Dönden rencontra Ratnabhadra et reçut de lui les enseignements kagyupa. À 6 ans, il composait des rituels tantriques. Vers cette période, le 3e Shamar Rinpoché, Chöpal Yeshe, visita Karma Gön, et intronisa le Karmapa lui donnant des enseignements de la tradition kagyupa. Thongwa Dönden reçut l'ordination à l'âge de 9 ans de Khenchen Sönam Zangpo au monastère de Wolkar Tashi Tang.
La vie du 6e Karmapa fut principalement consacrée à ses écrits et voyages au Tibet où il fonda et restaura des monastères. Il fit également imprimer des livres sacrés. Il fut le premier Karmapa à décliner l'invitation d'aller enseigner à la cour de l'empereur de Chine. 
Bengar Jampal Sangpo, un de ses meilleurs disciples, est connu pour avoir composé la «  Prière à la Lignée de Vajradhara Court » toujours utilisée dans les centres Kagyupa.
Le 6e Karmapa pressentant qu'il mourrait jeune entreprit une retraite spirituelle. Il fit du 1er Gyaltsab Rinpoché Paljor Dondrup un régent et lui confia des instructions pour rechercher sa prochaine incarnation. Il est mort peu après être allé au monastère de Sapu (gsa' phu).